# 五度圏

長調と短調を表す五度圏

五度圏（ごどけん、英語: circle of fifths）は、12の長調あるいは短調の主音を完全五度上昇あるいは下降する様に並べて閉じた環にしたものである。
五度圏は F♯ / G♭ や D♯ / E♭ といった異名同音関係を利用することで環を形成しており、これは一般に平均律を前提としている。純正な完全五度に基づくピタゴラス音律では異名同音を利用して閉じた環を形成することはできない。例えば E♭ を起点として完全五度を12回上方向に堆積すると異名同音関係にある D♯ が得られるが (E♭ - B♭ - F - C - G - D - A - E - B - F♯ - C♯ - G♯ - D♯)、純正な完全五度（周波数比 3:2）による場合、この D♯ と E♭ は正確なユニゾンやオクターヴ関係にならず、ピタゴラスコンマ（約23.46セント）の差が生じる

。平均律では完全五度が純正音程よりも1/12ピタゴラスコンマだけ狭められているため、D♯ と E♭ が一致し、閉じた五度圏を形成することができる。
五度圏はある調から他の調への「遠隔度」を視覚化するのに用いられる。例えばト長調に対し五度圏上で隣接する5つの調（ホ短調、ニ長調、ロ短調、ハ長調、イ短調）は和声的に近い関係にある近親調である。一方、五度圏上で最も離れた嬰ハ長調とは和声的に遠い関係にあり、その音階上の三和音に共通するものが1つもない。